# زبان طراحی

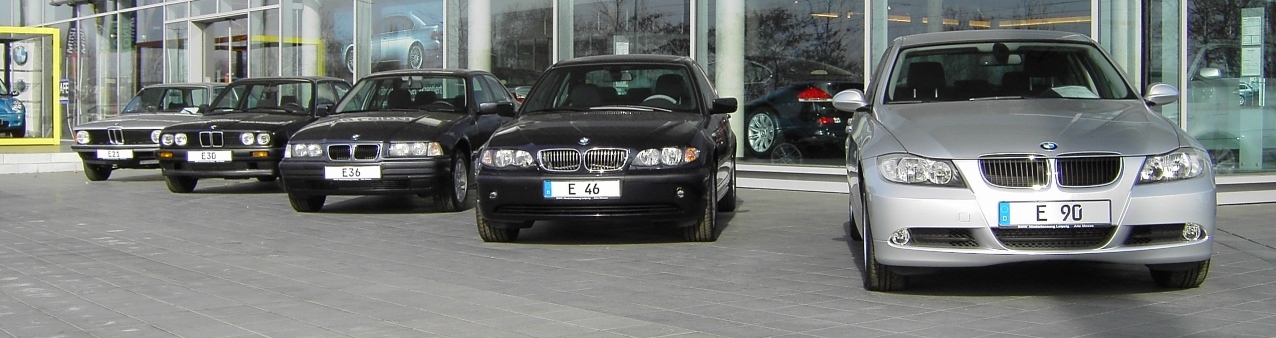
در این نگاره، نسل‌های مختلف بی‌ام‌و سری ۳ مشاهده می‌شود که همگی از یک زبان طراحی بهره برده‌اند. چراغ‌های دوگانه، جلوپنجره دو تکه و هواکش‌های روی سپرها همگی به هم شباهت دارند.

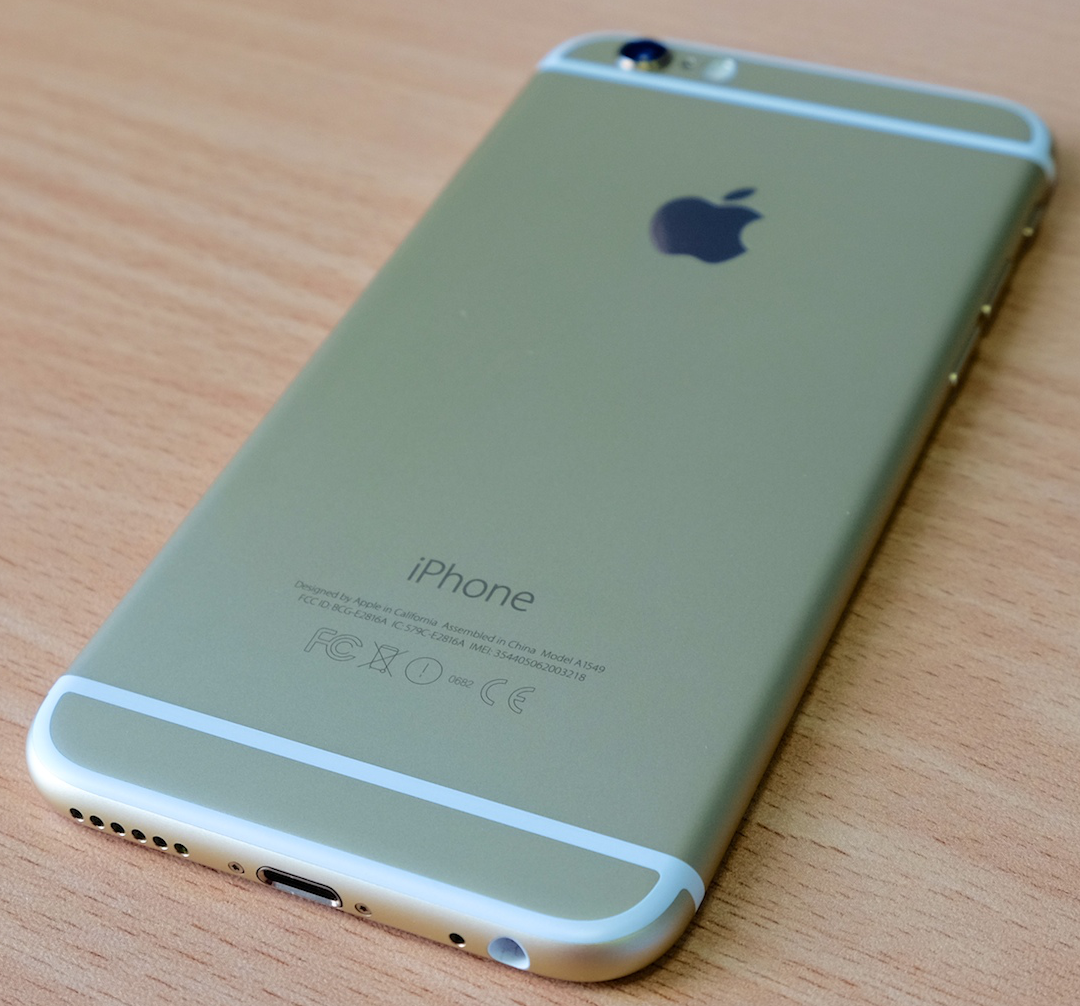
آیفون ۶

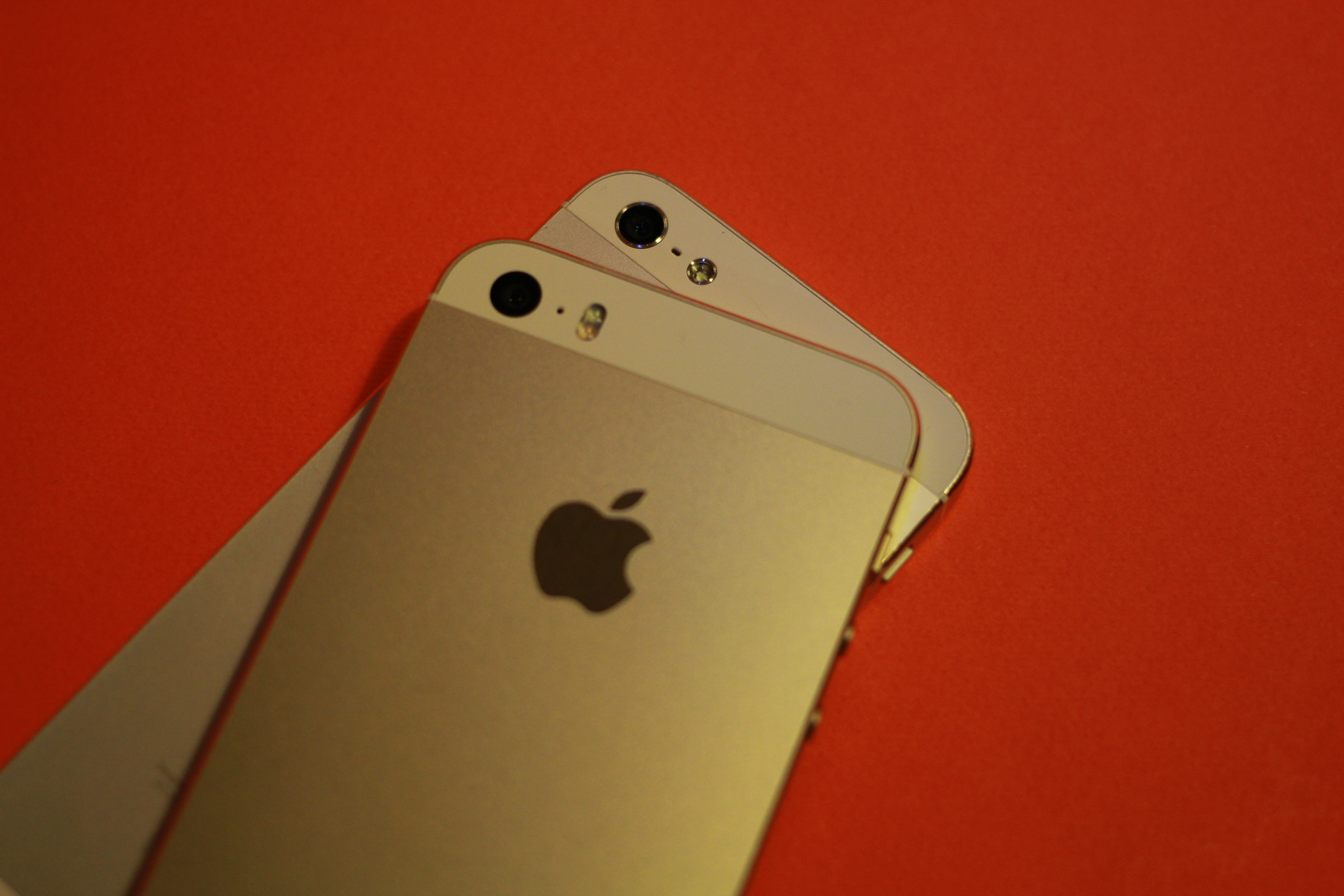
آیفون ۵ - در نگاره‌های بالا آیفون ۵ و ۶ که تقریباً در یک دوره زمانی ساخته شده‌اند، نمایش داده شده‌است که شباهت بین طراحی‌های این دو تلفن همراه مشخص است؛ مانند محل قرارگیری دوربین و نشان موبایل.

زبان طراحی یا واژگان طراحی، به سبک منحصر به فرد طراحی یک شرکت گفته می‌شود.

## توضیح کلی
شرکت‌های بزرگ و نوآور اکثراً برای محصولات خود زبان طراحی دارند که محصولات آنها را منحصر به فرد و متمایز از دیگر شرکت‌ها می‌کند.
به عنوان مثال، مهره‌های شطرنج، باهم تفاوت‌هایی دارند اما همگی از یک ساختار و طراحی کلی بهره می‌برند و از یک خانواده هستند. زبان طراحی شرکت‌ها هم به این مثال شباهت دارد.

## در طراحی صنعتی
طراحی صنعتی فرایند طراحی محصولات برای تولید انبوه است. یک زبان طراحی می‌تواند طیف وسیعی از محصولات را با سبک مشابه ارائه دهد که آن را از رقبا متمایز می‌کند.
به عنوان مثال در طراحی خودرو، شرکت‌های خودروسازی از طراحی‌های منحصر به فرد برای طراحی جلوپنجره محصولات خود استفاده می‌کنند. به عنوان مثال، بسیاری از خودروهای بی‌ام‌و زبان طراحی مشترکی دارند، از جمله ظاهر جلو که شامل یک "جلوپنجره دوتکه و چهار چراغ جلو گرد دوگانه است.

### مثال‌های دیگر
اپل در دهه ۱۹۸۰ از طرح سفید برفی برای رایانه‌های خانگی خود استفاده کرد، که از نوارهای موازی استفاده می‌کرد و این به بخشی از هویت محصولات آن دوره اپل تبدیل شده بود.
شرکت فورد از زبان طراحی خود موسوم به New Edge در دهه ۱۹۹۰ و اوایل ۲۰۰۰ استفاده کرد، که با ترکیب قوس‌های متقاطع اشکال آیرودینامیکی نرم ایجاد می‌کرد. محصولات آن دوره فورد بر پایه همین زبان طراحی ساخته شده بودند.